# Досифей (архиепископ Ростовский)
Архиепископ Досифей (ум. 14 августа 1542) — епископ Русской Церкви, архиепископ Ростовский и Ярославский в 1539—1542 годах.

## Биография
С 6 февраля 1533 года — игумен Кирилло-Белозерского монастыря.
2 марта 1539 года хиротонисан во епископа Ростовского и Ярославского с возведением в сан архиепископа. По мнению Александра Зимина, Досифей был ставленником нового митрополита Иоасафа, который старался быстрее поставить на освободившиеся вакансии своих людей.
Именно благодаря вкладу Досифея на их создание появились серебряные басменные оклады иконостаса Успенского собора Кирилло-Белозерского монастыря, датируемые 1542—1543 годами.
В 1542 году ростовским архиепископом была выдана грамота Афанасию, игумену Кирилло-Белозерского монастыря. Согласно грамоте, попы в сёлах монастыря могли венчать крестьян без знамён знамёнщика; брать же знамёна они должны были в самом монастыре у казначея. В итоге подать шла казначею, который, в свою очередь, эти знаменные деньги платил знамёнщику белозерскому. 19 марта 1542 года, наряду с Ферапонтом, Гурием, Ионой Рязанским, Иоанникием Тверским, Савастианом Коломенским, Досифеем Сарским и Алексием Вологодским, присутствовал на поставлении на митрополию Макария.
Архиепископ Досифей скончался 14 августа 1542 года. Погребён в Ростовском соборе.

## Комментарии
1. ↑  Александр Зимин упоминает его погребение в «Кириллове монастыре». См.: Зимин А. А. Реформы Ивана Грозного. — М., 1960. — С. 253.